# Moros (ethnie)
Pour les articles homonymes, voir Moros.

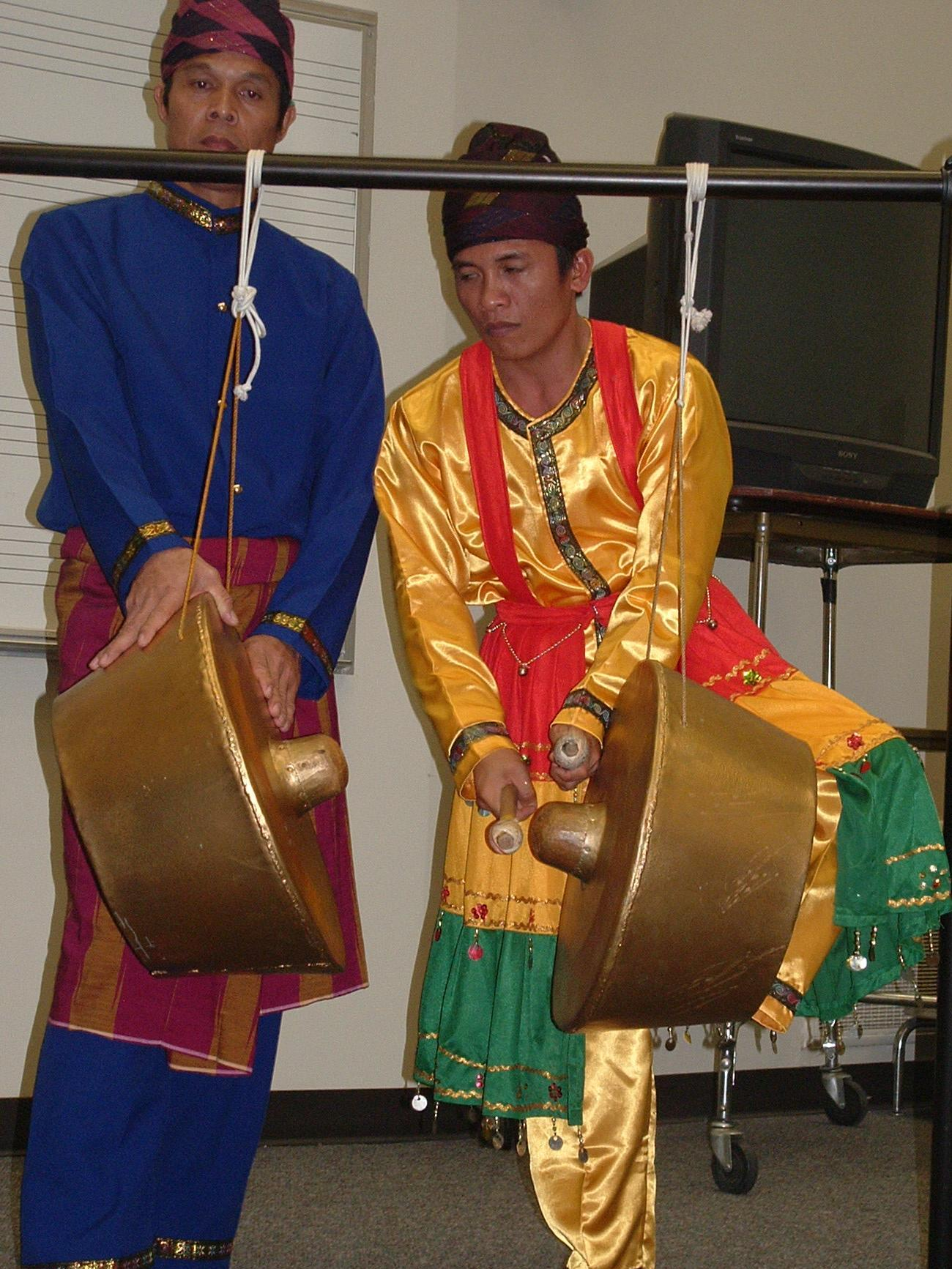
Musiciens moros

Les Moros sont un groupe ethnique multilingue, le plus important groupe ethnique non chrétien des Philippines, représentant environ 5,25 % de la population philippine en 2005, soit le sixième groupe ethnique du pays. Ils sont musulmans. Leur nom vient du mot « Maure » mais ils n’ont rien à voir avec les Maures originels, qui étaient l’ethnonyme des Berbères durant l’Antiquité et le début du Moyen Âge. Les Moros vivent surtout dans la région du Bangsamoro. Étant donné les migrations intranationales, de nombreuses communautés moro sont apparues dans des villes comme Manille, Cebu et Baguio.